# Polanówka (Lublin)
Pour les articles homonymes, voir Polanówka.
Polanówka (prononciation : [pɔlaˈnufka]) est un village polonais de la gmina de Strzyżewice dans le powiat de Lublin de la voïvodie de Lublin dans l'est de la Pologne.
Il se situe à environ 12 kilomètres au nord-est de Strzyżewice (siège de la gmina) et 13 kilomètres au sud de Lublin (siège du powiat et capitale de la voïvodie).
Le village comptait approximativement une population de 357 habitants en 2011.

## Histoire
De 1975 à 1998, le village est attaché administrativement à l'ancienne Voïvodie de Lublin.

Depuis 1999, il fait partie de la nouvelle voïvodie de Lublin.